# 清野とおる
清野 とおる（せいの とおる、1980年3月24日 - ）は、日本の漫画家。エッセイスト。東京都板橋区志村出身。東京都北区赤羽在住。
1998年、成立高等学校在学中に『ヤングマガジン増刊青BUTA』に掲載された『アニキの季節』でデビュー。

## 経歴
1986年、板橋区立志村第四小学校入学。
1992年、板橋区立志村第二中学校入学。
1995年、成立学園高校入学。

### 漫画家デビュー
高校時代は『VOW』に投稿しており、「フランス床屋ナポレオン」ネタが『VOW9』（1997年）に掲載（セイノトオル名義）。『VOW23』では「VOWと俺」という自伝的エッセイ漫画を寄稿している。
1997年、処女作となる「猿」を『週刊ヤングマガジン』に投稿して月刊奨励賞に入選。その後、1998年に『ヤングマガジン増刊青BUTA』に掲載された「アニキの季節」（清野通名義）で漫画家デビューする。しかし、『ヤングマガジン』ではネームがまったく通らなくなり、『週刊ヤングジャンプ』に移籍し、多くの読切作品を発表。大学在学中に、同誌にて「青春ヒヒヒ」（2001年・上下巻）、「ハラハラドキドキ」（2002年・全2巻）を連載するも半年で打ち切られる（いずれも絶版）。「連載を失って実家にいるのが、いたたまれなくなった」という理由から実家のある板橋区志村から隣町の東京都北区赤羽に引越し、2003年冬から一人暮らしを始める。この赤羽で出会った人々や、体験した出来事が、後の創作活動に多大な影響を与えることになる。
2006年、集英社との専属契約が終了したため、他社に持ち込みを試みる。しかし、漫画と人格を否定され続け、清野曰く「ゴミクズ同然の扱い」を受けたという。それでも持ち込みを続け、小学館の編集者に見出されるが、ネームが通らずボツ続きであった。漫画家を続けていく自信を失ってしまいながらも自分の作風を模索するスランプの時代を送る。清野はこの時期を「漫画の海の中でブクブク溺れているような状態だった」と振り返っている。
その後、『週刊ヤングサンデー』を中心に数多くの不条理ギャグ短編を発表するが、同誌の休刊により無収入状態となる。不本意なアルバイト生活を送りながら『東京都北区赤羽』の原型となる赤羽を舞台にしたエッセイ漫画を出版社に持ち込む。しかし「一般人やホームレスの写真は載せられない」という理由で全てボツになり、本気で漫画家を諦めかけるも、個人ブログに赤羽ネタを連日のように綴り一部で話題になる。

### 『東京都北区赤羽』連載開始
2008年秋、清野のブログがBbmfマガジンの編集者の目に留まり、『ケータイ★まんが王国』にて、同年12月から『東京都北区赤羽』を連載開始。単行本8冊は50万部以上を売り上げ、NHKなどさまざまな番組で特集を組まれる。ブックストア談・文教堂赤羽店では1店舗で2万部以上を売り上げ、「赤羽では『ONE PIECE』より売れている漫画」とも言わしめている。作品のヒットに伴い清野もテレビ番組に出演することも増えたが、取材活動に影響を及ぼす（＝顔バレ防止）との理由から出演時は鼻から下を覆う巨大なマスクを被っていることが多く（当初は顔全体にモザイク処理がなされていた）、公の場では素顔を晒したことはない。
2012年、『ケータイまんが王国』を運営するBbmfマガジンの出版事業撤退により、『東京都北区赤羽』の連載が終了。2013年4月から双葉社の『漫画アクション』にて続編となる『ウヒョッ!東京都北区赤羽』を連載開始。清野にとって「ハラハラドキドキ」以来10年振りのメジャー誌連載となった。
2015年1月より同作品を題材としたドキュメンタリー風テレビドラマ『山田孝之の東京都北区赤羽』としてテレビドラマ化された。
2016年4月、『その「おこだわり」、俺にもくれよ!!』を原作にしたドラマ『その「おこだわり」、私にもくれよ!!』が放送された。

### 2010年代後半より
2017年末から2020年秋まで、『東京Walker』（KADOKAWA）にて「東京怪奇酒」（全2巻）を連載。
2019年11月22日、タレント・女優の壇蜜と結婚。
2020年12月25日より『コミックDAYS』（講談社）にて『さよならキャンドル』を連載中。
2021年2月からテレビ東京系列にて「東京怪奇酒」のドラマ放送スタート。主演は杉野遥亮。
2024年12月、漫画雑誌「モーニング」2025年4・5号合併号、講談社）にて、妻との馴れ初めやエピソードを描くノンフィクション漫画『「壇蜜」』の連載を開始。

## エピソード
- 趣味は街の散歩、尾行・貸本漫画の収集。
- 独特の絵柄と作風で、内容は不条理ギャグが多い。不条理漫画のクオリティには定評があり、漫画家の漫☆画太郎は「私は仮性、清野とおるは真性のきちがいです!!!」と激賞している。しかし清野は、｢ロクな思い出がないし、もう不条理漫画を描くつもりは無い」と述べている。これは10年間描き続けた不条理漫画が結果的にダメだったことや編集者からの評価が散々だったためで、以後はエッセイ形式の漫画に完全移行している。
- 同期の押切蓮介とはデビュー当初から親交があり、アルバイト先の同僚の友人の友人を通じて知りあった[6]。プライベートで徘徊、音楽、同人活動などを共にする深い付き合いで、よく単行本の帯に推薦文を互いに出し合っている。押切によると、「読者の女性から『付き合っているのですか』としつこくメールが来た」ほどの仲である。押切による『蓮介漫画日記』『猫背を伸ばして』『狭い世界のアイデンティティー』では、しばしば清野とのエピソードが描かれる。また、清野も自身の漫画で押切との交流によるエピソードを描いている。
- 漫☆画太郎と交流があり、互いのファンである。画太郎からはたびたびサインやイラストを同封した新刊や生原稿をプレゼントされている。また、『東京都北区赤羽以外の話』で画太郎と出会ったエピソードを描いている[7]。
- 中学時代に1960年代の貸本ホラー漫画に感銘を受ける。特に池川伸治の貸本漫画に熱中しており、ファンが興じて会いに行ったことがある[8]。友人である押切蓮介との初めての会話は徳南晴一郎の貸本漫画『怪談人間時計』の話題であった（押切も清野と同様に貸本ホラー漫画を収集していた）。押切も清野もデビュー当時の作風は貸本ホラー漫画の影響が色濃く見られるシュールで不条理な作品が多い。ただし、清野自身は心霊現象をまったく信じていない。
- 少年時代は強迫観念による幻聴に悩まされており、幻聴の命令に従わないと激しい頭痛に襲われたという。「友人を殴る」「水溜りを飲む」「答案を破く」「小学校を脱走する」などトゥレット障害による奇行が多くなり、小学校を早退させられて脳波検査を受けたことを明かしている[9]。漫画家になってからも原因不明の吐き気から抗精神病薬を服用していた時期がある[10]。
- 作中に登場する清野本人は好青年風のキャラクターとして描かれているが、友人の漫画家・まんきつ曰く、「実際の清野氏は口数も少なく陰惨なオーラを放っている」、「清野氏が輝く瞬間は面白い街人に会った時だけ」、「普段は目もあてられないほど陰鬱な男で、清野氏の描くキャラクターとは対照的」と述べている[11]。なお、そのギャップは本人も承知の上である。
- Bbmfマガジンの編集者は、清野に仕事を依頼をする前に、清野のブログや過去に描いた漫画の不条理な内容から「清野って奴は頭大丈夫なのか？」と怖がっていたという[12]。この時、友人の押切蓮介や松本次郎の仲介を経て連載されたのが『東京都北区赤羽』である。
- 少年時代に電車内で都市伝説の「三本足のサリーちゃん」に遭遇したエピソードがある。「三本足のサリーちゃん」とは、1987年に東京都町田市周辺と神奈川県西北部（あるいは大和市中央林間駅から東京都町田駅周辺）に出没していた謎の怪人であり、「白いアニメの仮面」「金髪のカツラ」「セーラー服」「松葉杖」を身につけて徘徊していたことで知られる。しかし、清野が電車を走り回っていた時に誰もいない車両で見た「三本足のサリーちゃん」らしき人物は女子高生ではなく、完全に女装したオッサンであったという[13]。
- 妻の壇蜜とは2017年3月2日放送分のテレビ番組『櫻井・有吉 THE夜会』（TBS）のロケーションで赤羽を案内したことがきっかけで知り合った[14]（ちなみに壇蜜は同年の『モーニング』（講談社）35周年記念企画で愛読していた漫画の一つに『その「おこだわり」、俺にもくれよ!!』を挙げている[15]）。婚姻届は自身がPRポスターを提供した北区役所に提出し、自身の描いたポスターと共にイラストで顔を隠したツーショット写真を2019年11月22日にTwitterに投稿し、結婚を報告した[16]。
- 婚姻届の記入ミスにより妻の名字に変更してしまったことをTwitterで公表した。その後、家庭裁判所に婚姻届を訂正する申立てを行った[17]。
- 2020年、清野自身をモチーフにしたマンホール蓋が、東京都が実施する「デザインマンホール蓋を観光資源として活用したPR事業」により、東京都北区によって東京都北区赤羽1丁目67付近の鉄道線路ガード下に設置された[18]。

## 作品リスト
- アニキの季節 - 『東京都北区赤羽以外の話』に収録。
- 青春ヒヒヒ（2002年 集英社）
- ハラハラドキドキ（2004年 集英社）
- 東京都北区赤羽（2009年-2012年 Bbmfマガジン）
- ウヒョッ! 東京都北区赤羽（双葉社）
- 東京都北区赤羽以外の話（2012年 講談社） - 『ネメシス』で連載された「人間バンザイ!!」の単行本化。
- ガードレールと少女 清野とおる漫画短変集（彩図社）
  - ｢ま｣（増刊ヤングジャンプ・漫革 2005年8/15号）
  - 廊下を走ろう（週刊ヤングジャンプ 2003年13号）
  - 曲がれない男（増刊ヤングジャンプ・漫革 2006年8/15号）
  - 三日目の大惨事 〜私たちどうなるの?〜（増刊ヤングジャンプ・漫革 2004年6/5号）
  - みんなの桃論（週刊ヤングジャンプ 2004年26号）
  - ロフトの上の人（ビジネスジャンプ増刊・魂 2006年27号）
  - 千絵と遊ぼう（未発表作品）
  - 桜の木の下で（週刊ヤングジャンプ 2002年51号）
  - 私のケサランパサラン（増刊ヤングジャンプ・漫革 2004年11/20号）
  - スキ!スキ!過疎!!（週刊ヤングジャンプ 2003年15号）
  - 山下君は酸性か？（週刊ヤングジャンプ 2003年15号）
  - うんち日和（ビッグコミックスピリッツ増刊・YSスペシャル 2009年2/25号）
  - 富士子（週刊ヤングジャンプ 2005年20号）
  - 社会問題撲滅少女（増刊ヤングジャンプ・漫革 2006年11/15号）
  - ぬり絵少女（未発表作品）
  - ガードレールと少女（週刊ヤングサンデー 2007年8号）
- 押切と清野の本（講談社）※入手困難
  - ハダカ日和
  - 関根の国
  - おもちゃのギャギャギャ
  - 青春ヒヒヒ パイロット版
  - お通しは通させない
- 全っっっっっ然知らない街を歩いてみたものの（大洋図書）
- バカ男子（イーストプレス）
- Love & Peace 〜清野とおるのフツウの日々〜（白泉社）
- その「おこだわり」、俺にもくれよ!!（講談社）
- ゴハンスキー→ゴハンフツー（扶桑社）
- 清野とおるのキ○チ○ガ○イと呼ばないで（日刊サイゾー）
- まあどうせいつか死ぬし 清野とおる不条理ギャグ短編集（2019年 小学館クリエイティブ） - 絶版となった『ガードレールと少女』の再編集版
- さよならキャンドル（講談社「コミックDAYS」、2020年 - 、既刊2巻） - 清野は2022年9月9日更新の第43話をもって「第一部・完」としている[19]
- スペアタウン 〜つくろう自分だけの予備の街〜（集英社、2022年 - 、既刊1巻）
- 「壇蜜」（モーニング 2025年4・5合併号[20] - 、既刊1巻）
- その他『SPA!』『R25』『テレビブロス』『文藝春秋』など多くの雑誌で挿絵担当

## メディア出演
- 特報首都圏「東京“住みたい街”が変わる?」（2011年1月28日放送、NHK総合）
- シロウト名鑑（2011年6月11日/9月24日放送、テレビ東京）
- 真夜中のハーリー&レイス（2011年8月30日放送、ラジオ日本）
- 月曜から夜ふかし（2012年7月30日放送、日本テレビ）
- Nスタ（2013年2月11日放送、TBS）
- 共感百景〜痛いほど気持ちがわかる あるある〜（2014年/2015年1月2日放送、テレビ東京）
- 山田孝之の東京都北区赤羽（2015年1月10日-3月27日放送、テレビ東京）
- 有吉ジャポン（2015年3月6日放送、TBS）
- 出没!アド街ック天国（2016年8月27日放送、テレビ東京）
- 櫻井・有吉 THE夜会（2017年3月2日放送、TBS）
- タモリ倶楽部（2017年4月21日放送、テレビ朝日）

## 映像化作品
- 山田孝之の東京都北区赤羽（2015年、テレビ東京） - 『東京都北区赤羽』『ウヒョッ! 東京都北区赤羽』が原案のドキュメンタリードラマ
- その「おこだわり」、私にもくれよ!!（2016年、テレビ東京） - 『その「おこだわり」、俺にもくれよ!!』が原案のフェイクドキュメンタリードラマ
- ゴハンスキー - 2017年にタテアニメでWebアニメ化。作者の声は下崎紘史が担当。
- 東京怪奇酒（2021年、テレビ東京） - 『東京怪奇酒』が原案のドキュメンタリードラマ。
- 全っっっっっ然知らない街を歩いてみたものの（2021年、フジテレビ） -  『全っっっっっ然知らない街を歩いてみたものの』が原案のテレビドラマ。主演はムロツヨシ。